# 파성부수
파성부수 이유(坡城副守 李渷, 1597년 - 1625년)은 조선중기의 왕족으로 덕흥대원군의 증손이며, 도정궁(都正宮) 당은군 이인령(唐恩君 李引齡)의 6남이다.

## 생애
조선중기의 왕족으로 본관은 전주, 휘는 유(渷)이다. 덕흥대원군의 증손이며, 선조의 백형(伯兄) 하원군 이정(河原君 李鋥)의 손자이다. 아버지는 도정궁(都正宮) 당은군 이인령(唐恩君 李引齡)이고, 어머니는 첩실 은금(銀今)이다. 부인은 판서(判書) 강화인(江華人) 최계(崔王+季, 최수(崔琇))의 딸로 온인 강화최씨(溫人 江華崔氏)이다.
당은군의 서자로 정유(丁酉) 1597년(선조 30) 10월 8일 탄생하였다. 처음 봉성대부(奉成大夫) 파성부수(坡城副守)에 제수되고, 1625년(인조 3) 10월 11일 경덕궁(慶德宮, 경희궁) 숭정문(崇政門)에서 행한 관무재(觀武才)에서 수석(首席)하여 가자(加資)되어 이해 10월 16일 파성수(坡城守)에 봉작되었다. 10월 18일 별세하여 양주 수락산에 장사하였다.
1872년(고종 9) 12월 초2일 후사(後嗣)가 없어 고종의 명으로 선조의 12남 인흥군 이영(仁興君 李瑛)의 손자이자 인흥군 2남 낭원군 이간(朗原君 李偘)의 8남 청양군 이용(淸陽君 李溶)을 후사(後嗣)로 세웠으나 파양되었다. 현재 묘소는 실전되었다.

## 가족관계
- 아버지 : 당은군 이인령(唐恩君 李引齡)
- 어머니(생모) : 첩실 은금(銀今)
- 부인 : 온인 강화최씨(溫人 江華崔氏, 1599년 - ?년), 판서(判書) 강화인(江華人) 최계(崔王+季, 최수(崔琇))의 딸.
  - 장남 : 이흥한(李興漢)
  - 장녀 : 풍양인(豊壤人) 조익원(趙益遠)에게 출가.
  - 2녀 : 선산인(善山人) 김정하(金鼎夏)에게 출가.